# Мартин Трухзес фон Ветцхаузен
Мартин Трухзес фон Ветцхаузен (нем. Martin Truchsess von Wetzhausen; 1435, Франкония — 3 января 1489, Кёнигсберг) — 34-й великий магистр Тевтонского ордена с 1477 по 1489 год.

## Биография
Происходил из баронского рода Трухзесов из Франконии. Несколько представителей рода Трухзесов осели в Пруссии и занимали высокие должности в Тевтонском ордене. В начале своей карьеры Мартин Трухзес фон Ветцхаузен служил рыцарем в замках Гнев, Бродница и Эльблонг. В 1461 году получил должность войта замка Штум. В 1462 году стал компаном великого магистра Тевтонского ордена Людвига фон Эрлисхаузена (1450—1467). 4 августа 1477 года Мартин Трухзес фон Ветцхаузен был избран новым великим магистром Тевтонского ордена.
В отношениях с Польским королевством новый великий магистр Мартин Трухзес фон Ветцхаузен занял враждебную позицию. Отказался принести ленную присягу на верность польскому королю Казимиру Ягеллончику и возобновил союзный договор с венгерским королём Матвеем Корвином, направленный против Польши. Великий магистр поддерживал вармийского князя-епископа Николая фон Тунгена, против кандидатуры которого выступал польский король Казимир IV Ягеллончик (1447—1492).
В 1478 году великий магистр Тевтонского ордена Мартин Трухзес фон Ветцхаузен начал войну против Польского королевства. В июне 1478 года великий магистр с орденским войском вступил в Вармийское епископство, где занял замки Староград Хелминский, Хелмно и Бродница. Это было нарушением действий Торуньского мирного договора 1466 года.
В сентябре 1478 года польский король Казимир IV Ягеллончик объявил войну Тевтонскому ордену и начал военную интервенцию в Вармию. Польские войска под командованием Яна Белого, сына мальборкского старосты Петра Дунина, вступили в Вармию и Пруссию. Поляки опустошили Помезанское епископство, захватили города Орнета, Пененжно, Фромборк и Езёраны. Староста мальборкский Петр Дунин руководил обороной замка Квидзын (Мариенвердер), осажденного тевтонскими крестоносцами. Польские войска осадили Браунсберг, столицу Вармии, но не смогли взять город. Вскоре вармийский князь-епископ Николай фон Тунген бежал из своих владений в Кёнигсберг.
2 апреля 1479 года польский король Казимир Ягеллончик и венгерский король Матвей Корвин заключили мирный договор в Буде. Летом 1479 года великий магистр Мартин Трухзес фон Ветцхаузен и вармийский князь-епископ Николай фон Тунген встретились с польским королём Казимиром IV Ягеллончиком в Пётркуве-Трыбунальском, где 15 июля было заключено перемирие. Казимир Ягеллон признал Николая фон Тунгена князем-епископом Вармии, а взамен последний принес ему присягу на верность.
9 октября 1479 года великий магистр Тевтонского ордена Мартин Трухзес фон Ветцхаузен принес вассальную присягу на верность польскому королю Казимиру IV Ягеллончику в Новом Корчине.
3 января 1489 года великий магистр Тевтонского ордена Мартин Трухзес фон Ветцхаузен скончался в Кёнигсберге. Был похоронен в Кёнигсбергском кафедральном соборе.